# Uranglas

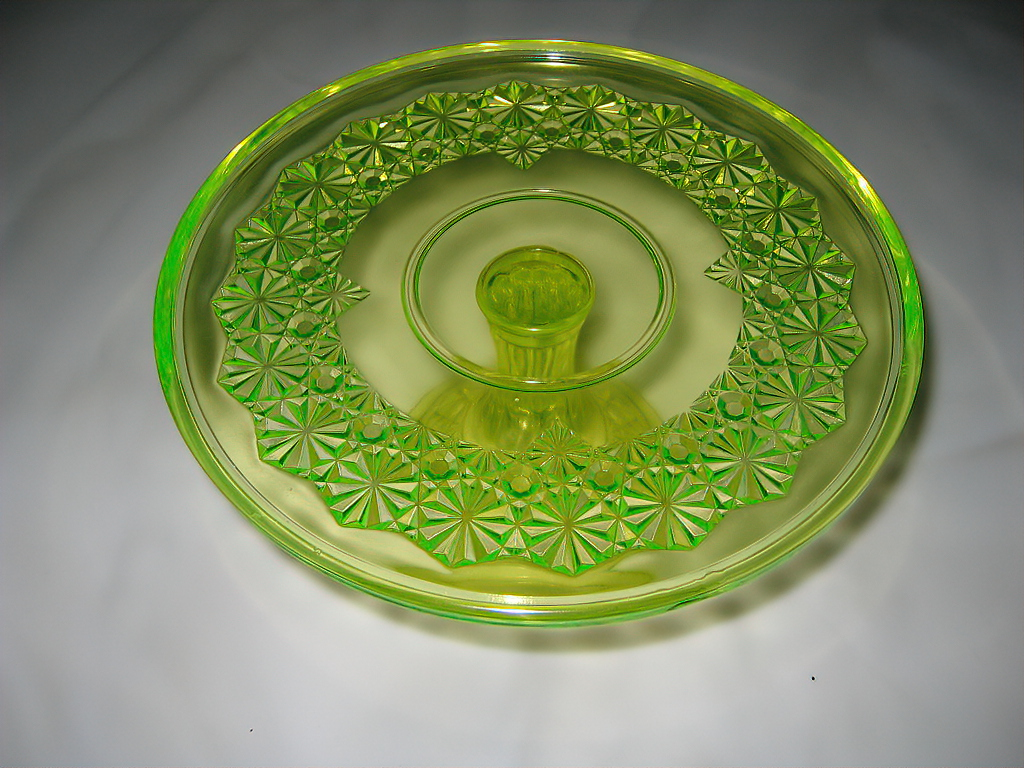
Kuchenplatte aus Uranglas

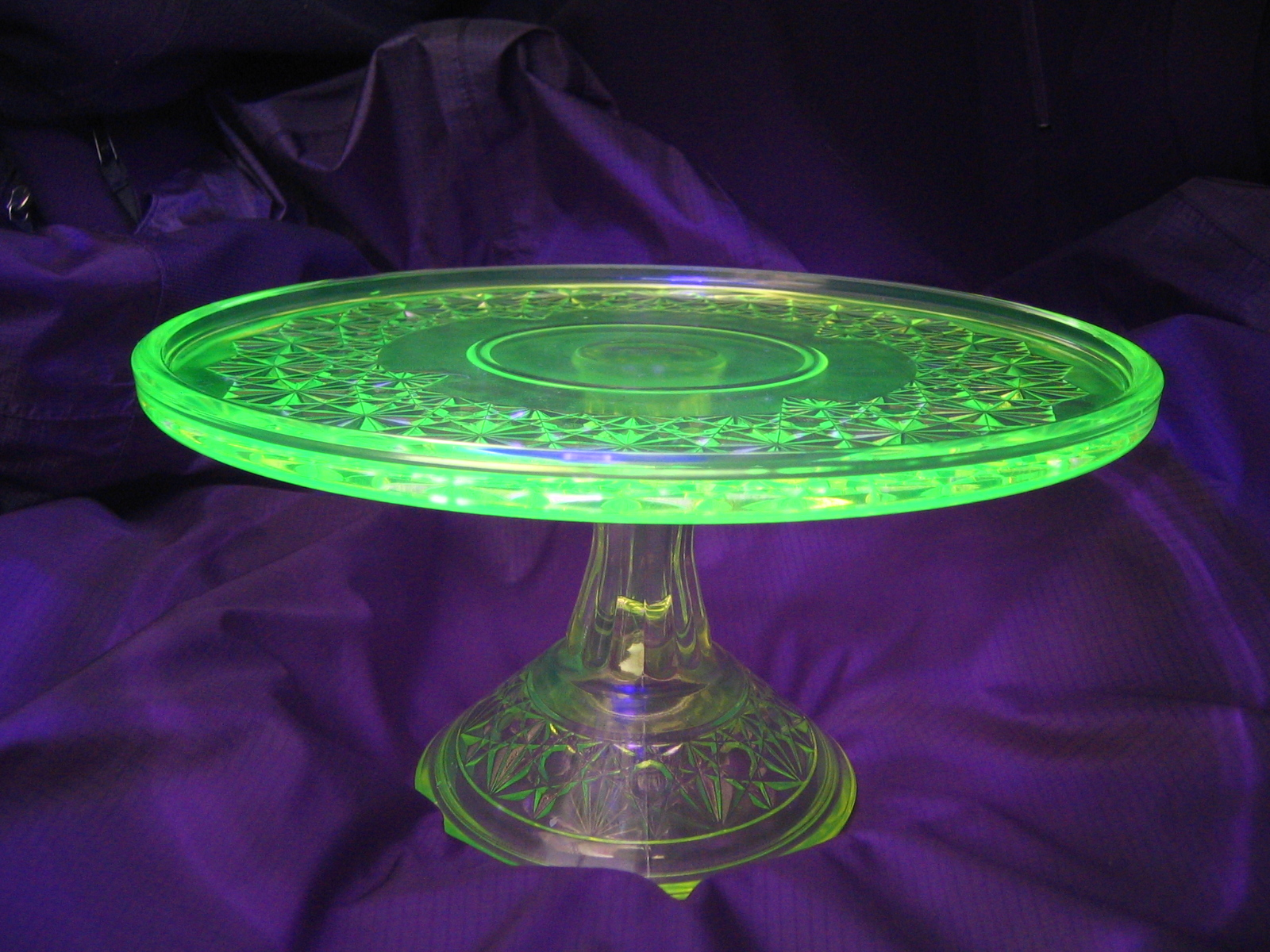
Uranglas unter Schwarzlicht

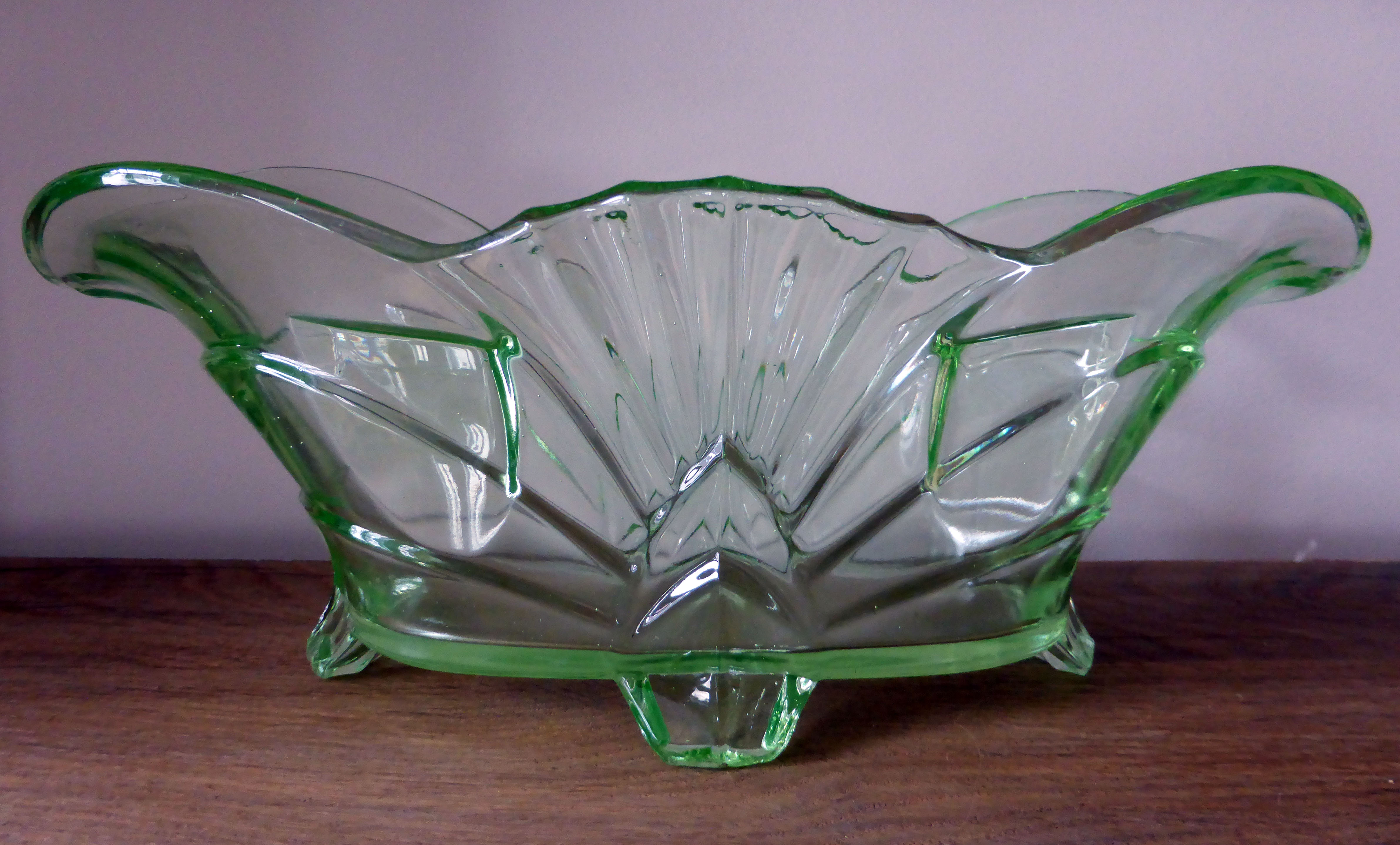
Art-déco-Schale

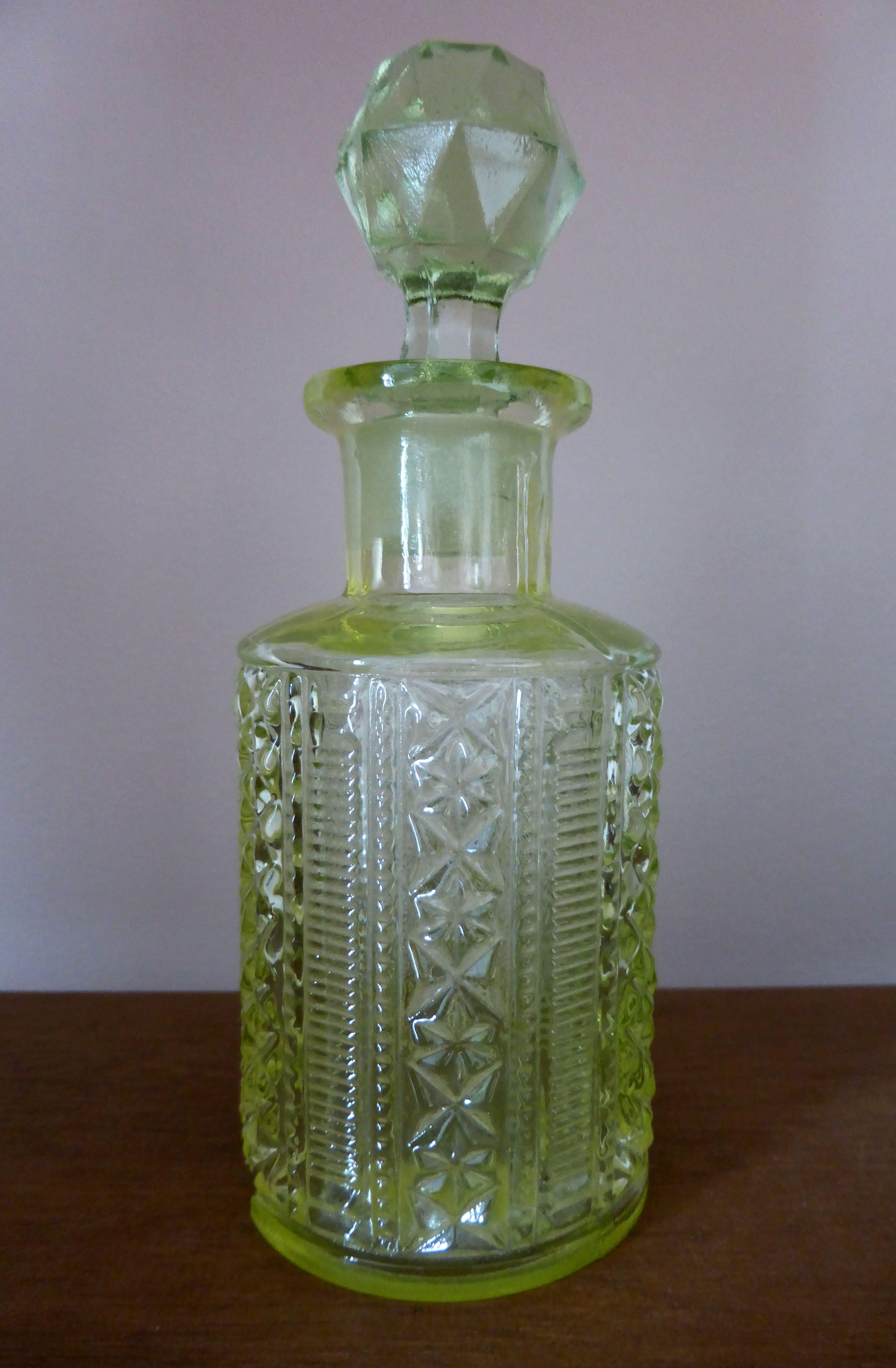
Uranglas-Flakon

Uranglas (auch als Vaselineglas bezeichnet) ist eine Glasart, die Uranoxidverbindungen als Farbstoff enthält. Diese verleihen dem Glas hellgelbe (Anna-Gelb) bis hellgrüne (Eleonoren-Grün) transparente Farbtöne.
Zur Unterscheidung von normalem grünen Glas und Uranglas hält man den Gegenstand unter Schwarzlicht. Die gelblichen bis grünlichen Uran-VI-Oxid-Verbindungen (Natriumdiuranat, Uranylverbindungen) beginnen dann grün zu fluoreszieren.

## Geschichtliche Entwicklung
Die erste Fertigung von Uranglas erfolgte bereits im Römischen Reich. Funde von entsprechenden Mosaiksteinchen werden auf das erste Jahrhundert datiert. Das damals zur Herstellung benutzte Uranerz wurde aus Nordafrika eingeführt. Im 17. und 18. Jahrhundert arbeiteten chinesische Glasmacher an der Herstellung von Uranglas; es blieb allerdings bei Versuchen. In großen Mengen wurde Uranglas erst ab dem 19. Jahrhundert produziert. Neben böhmischen Glashütten galten Frankreich, Belgien, England und die Vereinigten Staaten als Zentren der Herstellung. Allein im böhmischen Sankt Joachimsthal wurden nach dem Verfahren von Adolf Patera bis zum Jahre 1898 insgesamt 1600 Tonnen Uranfarben hergestellt.

## Gesundheitliche Risiken und Vorsichtsmaßnahmen
Bei verantwortungsvollem Umgang mit dem Uranglas ist eine unmittelbare Gefährdung nicht zu befürchten, da in der Regel die Größenordnung der vom Uranglas direkt ausgehenden ionisierenden Strahlung als relativ gering eingeschätzt werden kann. Laut Messungen der Betreiberin der Seite Pressglasrevue erreichen die Urangläser einer Sammlung 50 bis 60 Prozent der Umgebungsstrahlung am Messort in Deutschland und das auch nur unmittelbar an der Glasoberfläche.
Neben der direkt vom Uran-Zerfall ausgehenden ionisierenden Strahlung bilden auch seine Zerfallsprodukte eine Kette von strahlungsaktiven Elementen wie zum Beispiel Radium oder Radon. Letzteres kann als Gas durch Mikrorisse im Glas entweichen und sich in schlecht belüfteten Räumen ansammeln.
Unterschiedliche Ansichten bestehen zur Frage der gesundheitlichen Gefährdung durch das Tragen von Halsketten mit Uranglasperlen: Einerseits kann dargelegt werden, dass die vom Uranglas ausgehende Alphastrahlung auf Grund ihrer geringen Durchdringungsfähigkeit nur die obersten Hautschichten (Epidermis) bestrahlen kann und dort primär die Hornzellschicht, deren Zellen bereits abgestorben sind. Eine Entstehung von Hautkrebs durch die Bestrahlung ist in dieser Zellschicht bisher nicht wissenschaftlich erwiesen und somit kaum zu erwarten. Andererseits sollte bedacht werden, dass die Hornzellschicht am Hals dünner ist als z. B. an den Händen und Füßen. Somit ist ein Eindringen der Strahlung bis in Tiefen mit noch nicht abgestorbenen Hautzellen nicht auszuschließen.
Um ein Eindringen in lebendes Gewebe komplett auszuschließen, können Uranglas-Halsketten auf Kleidungsstücken aufliegend anstatt direkt auf der Haut getragen werden. Die ionisierende Wirkung der ausgesandten Alphastrahlung wird bereits durch dünnste Kleidungsstücke von der Haut ferngehalten.